# Brannen Temple
Brannen Temple (Austin, Texas, 26 de Agosto de 1970) é um baterista de sessão estadunidense, duas vezes vencedor do prêmio Austin Music Awards na categoria de melhor baterista do ano e incluso no Hall da Fama do Austin Music Awards em 2009.
Ele reside em Austin e tem várias bandas locais de jazz/funk , entre elas "Temple Underground" e "Black Red Black" (com Red Young e Ephraim Owens) e "The Brannen and Red Show" (duo de bateria e órgão). Como músico de sessão, ele é creditado em álbuns de várias bandas e artistas, entre eles Eric Johnson, Janet Jackson, Rose McGowan, Fastball, Monte Montgomery, Sheena Easton, Kevin Paige, Jimmie Vaughan, Dixie Chicks, Lee Roy Parnell, Jody Watley, Patrice Rushen e Chaka Khan. Em 2020, como parte da banda de estúdio do guitarrista/vocalista Gary Clark Jr., ele recebeu um Grammy de "Melhor Performance de Rock", "Melhor Álbum de Blues Contemporâneo" e "Melhor Canção de Rock" com o álbum "This Land" e a musica homônima.
Como baterista de turnê, ele tocou ao vivo com Eric Burdon & The Animals de 2009 a 2013. Desde 2010 ele também faz turnês com Chris Duarte Group, a vocalista de jazz Lizz Wright e o tecladista Bobby Sparks.

## Prêmios e Indicações
| Ano  | Prêmio              | Categoria                       | Resultado | Ref.  |
| ---- | ------------------- | ------------------------------- | --------- | ----- |
| 2001 | Austin Music Awards | Melhor Baterista/Percussionista | Venceu    | [ 3 ] |
| 2012 | Austin Music Awards | Melhor Baterista/Percussionista | Indicado  | [ 4 ] |
| 2013 | Austin Music Awards | Melhor Baterista                | Indicado  | [ 5 ] |
| 2014 | Austin Music Awards | Melhor Baterista                | Indicado  | [ 6 ] |
| 2015 | Austin Music Awards | Melhor Baterista/Percussionista | Indicado  | [ 7 ] |
| 2016 | Austin Music Awards | Melhor Baterista/Percussionista | Indicado  | [ 8 ] |
| 2018 | Austin Music Awards | Melhor Baterista/Percussionista | Venceu    | [ 9 ] |

## Discografia
| - 1992 – Mitch Watkins – Strings With Wings - 1994 – Chris Duarte Group – Texas Sugar - 1994 – Chris Duarte Group – Austin. Texas - 1994 – Patrice Rushen – Anything But Ordinary - 1995 – Chris Smither – Up on the Lowdown - 1995 – Jody Watley – Affection - 1995 – Abra Moore – Sing - 1995 – Stephen Bruton – Right on Time - 1995 – Mitch Watkins – Humhead - 1996 – Alejandro Escovedo – With These Hands - 1996 – Tormenta – Tormenta - 1996 – Joel Nava – Soy Otro - 1997 – Abra Moore – Strangest Places - 1997 – Lavelle White – It Haven't Been Easy - 1997 – Hot Buttered Rhythm – Hot Buttered Rhythm - 1997 – Eric Johnson - G3: Live in Concert - 1997 – David Ryan Harris – David Ryan Harris - 1997 – Chris Smither – Small Relevations - 1998 – Ramino Herrera – Con El Mismo Amor - 1998 – Jeff Robinson – Any Shade of Blue | - 1999 – 8 1/2 Souvenirs – Twisted Desire - 1999 – Stephen Bruton – Nothing But The Truth - 1999 – Chris Smither – Drive You Home Again - 2000 - Clay Moore - To A Tee - 2000 – Tina Lear – The Road Home - 2000 – Seela – Something Happened - 2000 – Willie Oteri – Concepts of Mate Matoot - 2001 – Toni Price – Midnight Pumpkin - 2001 – Brent Palmer – Boomerang Shoes - 2001 – Laura Scarborough – The Project Live - 2002 – Bob Schneider – The Galaxy Kings - 2002 – Stephen Bruton – Spirit World - 2002 – Chris Thomas King – A Young Man's Blues - 2003 – Lavelle White – Into The Mystic - 2003 – Blaze – Aural Karate - 2003 – Nicknack – Mustard Seed - 2004 - Clay Moore - ¡Damelo! - 2004 – Javier Vercher – Introducing Jarvier Vercher Trio - 2004 – Fastball – Keep Your Wig On - 2004 – Darden Smith – Circo | - 2006 – Leni Stern – Love Comes Quietly - 2006 – Gecko Turner – Chandalismo Illustrado - 2007 – Bobby Whitlock – Lovers - 2007 – Greg Koch – Live on the Radio (featuring Joe Bonamassa and Robben Ford) - 2008 – Michael Cross – Blues Lovin' Man - 2009 – Radney Foster – Revival - 2010 – Katie Armiger – The Confessions of a Nice Girl - 2010 – Carrie Rodriguez – The New Bye & Bye - 2010 – Betty Buckley – Bootleg: Boardmixes From The Road - 2011 – Geno Stroia II – From The Hip - 2011 – Lizz Wright – Tiny Desk Concert - 2012 – Erik Sanne – De Fantastische Expeditie - 2013 – Eric Burdon – 'Til Your River Runs Dry - 2016 – Will Knaak – The Only Open Road - 2017 – Eric Johnson – Collage - 2019 - Gary Clark Jr. - This Land |

### DVDs
- 1997 – Eric Johnson - G3: Live in Concert
- 2005 – Robben Ford – New Morning: The Paris Concert